# Nikolaus von Üxküll-Gyllenband
Le comte Nikolaus von Üxküll-Gyllenband (né le 14 février 1877, mort exécuté par les nazis le 14 septembre 1944 à Berlin) est un noble, officier et homme d'affaires allemand qui fut membre de la résistance antinazie.

## Biographie
Üxküll était l'oncle de Claus von Stauffenberg qui fut l'auteur de l'attentat de 1944 contre Adolf Hitler. Bien qu'il ait accueilli favorablement l'accession au pouvoir d'Hitler en 1933, le comte von Üxküll-Gyllenband a compris l'idéologie de ce régime et rejoint l'opposition militaire plus tôt que Stauffenberg. Il devient agent de liaison de la résistance allemande antinazie en Bohême-Moravie.
Üxküll est arrêté après l'échec du complot du 20 juillet. Le comte explique alors son entrée en résistance par les atrocités commises dans les camps de concentration. Il est pendu par les nazis le 14 septembre 1944 à la prison de Plötzensee de Berlin, en même temps que l'abbé Wehrle, le comte Heinrich zu Dohna-Schlobitten et le comte Michael von Matuschka.